# Korcsogh Orsolya
Korcsogh Orsolya (Budapest, 1981. szeptember 24. –) labdarúgó, középpályás, edző. Jelenleg a Hegyvidék SE edzője.

## Pályafutása
A Renova játékosaként a 2001–02-es idényben ezüstérmes lett. Szerepelt az Íris SC és az Olimpia NFK csapataiban is. 2005 óta tevékenykedik edzőként. Először az Olimpia NFK-ban, majd 2010 óta a Hegyvidék SE edzője. Játékosként támadó középpályán, majd kapus poszton szerepelt a XII. kerületi csapatban.

## Sikerei, díjai

### Játékosként
- Magyar bajnokság
  - 2.: 2001–02
- NB II
  - bajnok: 2003–04 (Íris SC)

### Edzőként
- NB II
  - bajnok: 2011–12